# Kaliumfluoride
Kaliumfluoride (KF) is het kaliumzout van waterstoffluoride. Na waterstoffluoride is kaliumfluoride de grootste bron van fluoride-ionen in de chemische sector. Het komt van nature uit voor in het zeldzame mineraal carobbïet. Kaliumfluoride is net als de meeste andere fluorideverbindingen giftig. Daarnaast is het ook corrosief.

## Synthese
Kaliumfluoride kan op verscheidene manieren worden gesynthetiseerd. De eerste methode is de reactie van kaliumhydroxide met vloeizuur:
{\displaystyle {\ce {KOH + HF -> KF + H2O}}}
Een andere methode is de neutralisatiereactie van kaliumcarbonaat met vloeizuur, waarbij eerst kaliumbifluoride gevormd wordt:
{\displaystyle {\ce {K2CO3 + 4HF -> 2KHF2 + H2O + CO2}}}
Uitdampen van deze oplossing levert kaliumfluoride:
{\displaystyle {\ce {KHF2 -> KF + HF}}}